# 大島支庁 (鹿児島県)
大島支庁（おおしましちょう）は、鹿児島県が地方自治法第155条に基づき設置する支庁。奄美市名瀬永田町に支庁舎を置く。
第二次世界大戦終戦後、大島支庁が管轄する大島郡のうち北緯30度線以南（口之島を含む）が1946年（昭和21年）から1953年（昭和28年）まで日本国の施政権下から離れ、アメリカ合衆国統治下の行政組織となっており、1946年には北緯30度以南の鹿児島県大島郡の区域の行政権を継承した南西諸島米国海軍軍政府監督下の組織としての「大島支庁」が存在した。
管轄地域は奄美群島全域。奄美大島南部、喜界島、徳之島、沖永良部島、与論島は支庁の出先機関(計4箇所の事務所)が管轄する。

## 概要
1885年に太政官達により、鹿児島県金久支庁として設置され、「大島島庁」への改称を経て「大島支庁」となった。1945年の太平洋戦争敗戦に伴い、北緯30度以南の大日本帝国政府の行政権及び司法権が停止された。これにより、1946年3月16日に北緯30度以南の鹿児島県の区域にある、大日本帝国政府及び鹿児島県の行政権を継承し、南西諸島米国海軍軍政府監督下の行政官庁である「大島支庁」となった。
米国統治下では、臨時北部南西諸島政庁、奄美群島政府、琉球政府奄美地方庁を経て、1953年の日本本土復帰の際に再び鹿児島県大島支庁となり現在に至る。
2007年3月31日までは本庁企画部に属していたが、同年4月1日の出先機関再編により、本庁の部と同格の組織として独立した。発足当初より出先機関の中では権限が強く、県庁並の事務を行うことができ、またそのトップである支庁長は企画部出先の頃から本庁の部長と同格（部長級）であった。
なお同じ建物内に 大島教育事務所（県教育庁関係）も入所している。

## 沿革

### 第二次世界大戦まで
- 1885年 - 大島郡役所廃止、金久村（現・　奄美市名瀬）に金久支庁設置。出先機関として、大隅諸島を管轄する種子島出張所を北種子村（現・西之表市）に置く。この際、 薩摩国川辺郡の十島も「市町村制を実施せざる島嶼指定の件」により上三島（現在の三島村）は種子島出張所、下七島（トカラ列島、現在の十島村）は金久支庁の管轄とされた。
- 1886年 - 金久支庁を大島島庁に改称、島庁長を島司とする。
- 1889年 - 種子島出張所が廃止され、熊毛郡と馭謨郡を管轄する種子島郡役所（後に熊毛郡役所、現・熊毛支庁）が設置される。
- 1897年 - 川辺十島を大島郡に編入、十島村とする。
- 1908年 - 島嶼町村制施行、1920年の島嶼指定解除まで継続。
- 1926年 - 郡制廃止。大島島庁を大島支庁に改称し、島司を支庁長とする。

### アメリカ合衆国統治下
- 1946年
  - 2月2日 - トカラ列島以南が「SCAPIN第677号」の発布により、アメリカ施政権下となる。十島村（じっとうそん）は分断され、北側の上三島は日本に残留。
  - 3月16日 - 米国海軍軍政府北部南西諸島命令「大島支庁の行政権」により従前大日本帝国政府、鹿児島県にあった行政権について南西諸島米国海軍軍政府監督下の大島支庁の管轄となる[3]。
  - 10月3日 - 大島支庁を臨時北部南西諸島政庁に改称、支庁長が臨時北部南西諸島知事となる[3]。
- 1950年8月4日 - 臨時北部南西諸島政庁を奄美群島政府に改変。
- 1951年4月1日 - 琉球臨時中央政府設立。
- 1952年
  - 2月10日 - トカラ列島本土復帰。同日をもって、十島村（じっとうそん）はトカラ列島の十島村（としまむら）と上三島の三島村に分立。
  - 4月1日 - 琉球政府設立。奄美群島政府廃止、琉球政府奄美地方庁設立。

### 本土復帰以降
- 1953年12月25日 - 奄美群島本土復帰。奄美地方庁廃止、鹿児島県の出先機関としての大島支庁再設立。
- 1973年4月1日 - 大島郡三島村と十島村が鹿児島郡に移り、大島支庁から離れ県本庁の管轄となる。
- 2007年4月1日 - 出先機関再編により、鹿児島県庁本庁企画部の出先機関から本庁の部と同格の組織として独立。

## 所在地
- 大島支庁本庁舎 - 〒894-8501 奄美市名瀬永田町17番3号
  - 総務企画部・保健福祉環境部・農林水産部・建設部
  - 大島教育事務所
- 大島支庁瀬戸内庁舎 - 〒894-1506 瀬戸内町古仁屋船津36番地
  - 瀬戸内事務所・保健福祉環境部健康企画課瀬戸内町駐在・農林水産部農政普及課瀬戸内町駐在、林務水産課瀬戸内町駐在
- 大島支庁喜界庁舎 - 〒891-6201 喜界町赤連2901番地14号
  - 喜界事務所・保健福祉環境部健康企画課喜界町駐在・農林水産部農政普及課喜界町駐在
- 大島支庁徳之島庁舎 - 〒891-7101 徳之島町亀津7216番地
  - 徳之島事務所（保健衛生環境課を除く）・総務企画部県税課徳之島町駐在・農林水産部林務水産課徳之島町駐在
- 大島支庁徳之島第二庁舎 - 〒891-7101徳之島町亀津4943番地2
  - 徳之島事務所保健衛生環境課
- 大島支庁沖永良部庁舎 - 〒891-9111 和泊町手々知名134番地1号
  - 沖永良部事務所・徳之島事務所保健衛生環境課和泊町駐在
- 大島支庁与論庁舎 - 〒891-9301 与論町茶花1420番地2号
  - 沖永良部事務所与論町駐在（事務・普及指導）・徳之島事務所保健衛生環境課与論町駐在

## 管轄地域
- 大島支庁 - 奄美市・龍郷町・大和村
- 瀬戸内事務所 - 宇検村・瀬戸内町

※ただし、保健、環境及び農業に関する事務は支庁本庁が担う。
- 喜界事務所 - 喜界町

※ただし、保健所に関する事務及び農業に関する一部の事務は支庁本庁が担う。
- 徳之島事務所 - 徳之島町・天城町・伊仙町

※ただし、保健衛生環境課については、和泊町、知名町、与論町も管轄する。
- 沖永良部事務所 - 和泊町・知名町・与論町

## 組織
- 支庁長
  - 総務企画部
    - 総務企画課
    - 県税課
      - 徳之島町駐在

    - 大島消費生活相談所

  - 保健福祉環境部（名瀬保健所）
    - 健康企画課（衛生・環境室）
      - 瀬戸内町駐在
      - 喜界町駐在

    - 地域保健福祉課

  - 農林水産部
    - 農政普及課
      - 特殊病害虫係（※所在地は奄美市名瀬朝日町30-1）
      - 瀬戸内町駐在
      - 喜界町駐在

    - 農村整備課
    - 林務水産課
      - 瀬戸内町駐在
      - 徳之島町駐在

  - 建設部
    - 建設課

  - 瀬戸内事務所
    - 総務課
    - 福祉課
    - 建設課

  - 喜界事務所
    - 総務係
    - 福祉係
    - 農村普及係
    - 農村整備第一係
    - 農村整備第二係
    - 建設係

  - 徳之島事務所
    - 総務課
    - 保健衛生環境課（徳之島保健所）
      - 和泊町駐在
      - 与論町駐在

    - 福祉課
    - 農業普及課
    - 建設課

  - 沖永良部事務所
    - 総務福祉課
      - 与論町駐在

    - 農業普及課
      - 与論町駐在

    - 農村整備課
    - 建設課
- 県教育庁関係
  - 大島教育事務所
    - 総務課
    - 管理課
    - 指導課
      - 瀬戸内地区駐在員
      - 徳之島地区駐在員
      - 沖永良部地区駐在員

## 人口
| 大島支庁管内のデータ | 大島支庁管内のデータ                          |
| -------------------- | --------------------------------------------- |
| 面積                 | 1240.4 km2（全県比：13.5%） （2010年10月1日） |
| 国勢調査             | 118,773 人（全県比：7.0%） （2010年10月1日）  |
| 推計人口             | 96,533 人（全県比：6.4%） （2025年7月1日）    |